# Seznam rimskokatoliških škofov Celovca
Seznam rimskokatoliških škofov Celovca vsebuje škofe Krške škofije, ki imajo sedež v Celovcu, kamor je bil prenesen iz Krke.

## Seznam
- Günther von Krappfeld (1072 – 15.6.1090)
- Bertold Selški (1090–1106)
- Hiltebold (1106–1131)
- Roman I. (1131–1167)
- Henrik I. Krški (1167 – 3.10.1174)
- Roman II. Lipniški (1174 – 3.4.1179)
- Ditrik I. Albeški (1179–1194)
  - Herman Ortenburški (1179–1180) (protiškof)
- Verner (1194–1195)
- Ekard (1196–1200)
- Valter iz Vatza (1200–1213)
  - Oton I. (1214) (brez škofovskega posvečenja)
- Henrik II. Ptujski (1214–1217)
- Ulšalk (1217–1220)
- Ulrik I. Ortenburški (1221–1253)
- Ditrik II. Mariborski (1253–1278)
- Janez I. Ennsthalski (1279–1281)
- Konrad I. Luppurški (1282–1283) (brez škofovskega posvečenja)
- Hartnid Lihtenštajnski-Offenberški (1283–1298)
- Henrik III. Soteški (Helfenberg) (1298–1326)
- Gerold Breški (1326–1333)
- Lovrenc I. Brunneški (1334–1337)
- Konrad II. Salmansweilerski (1337–1344)
- Ulrik II. Viltuški (1345–1351)
- Pavel Jägerndorfski (1351–1359)
  - Ulrik Weißeneški (1351–1352) (protiškof)
- Janez II. Platzheimsko-Lenzburški (1359–1363)
- Janez III. Töckheimski (1364–1376)
- Janez IV. Mayrhofenski (1376–1402)
- Konrad III. von Hebenstreit (1402–1411)
- Ernst Auer von Herrenkirchen (1411–1432)
  - Lovrenc II. Lichtenberški (1432–1436) (protiškof)
  - Herman II. Gnaški (1432) (protiškof)
- Janez V. Schallermann (1433–1453)
- Ulrik III. Sonnenberger (1453–1469)
- Sikst Tannberški (1470–1474)
- Lovrenc III. Freiberški (1472–1487)
- Georg Kolberger (1490) (Elekt)
- Raimund Peraudi (1491–1505)
- Matthäus Lang von Wellenburg (1505–1522) (kardinal)
- Hieronim Balbi (1522–1526)
- Antonij Salamanca-Hoyos (1526–1551)
- Janez VI. Schönburški (1552–1555)
- Urban Sagstetter (1556–1573)
- Krištof Andreas von Spaur (1574–1603)
- Janez VII. Jakob Lamberški (1603–1630)
- Sebastian Lodronski (1630–1643)
- Franc Lodronski (1643–1652)
- Žiga Franc Habsburški (1653–1665)
- Venčeslav Thunski (1665–1673)
- Polikarp Kienburški (1673–1675)
- Janez VIII. baron Goëssški (1675–1696)
- Oton II. de la Bourde (1697–1708)
- Jakob I. Maksimilijan grof Thunski (1709–1741)
- Jožef I. Marija grof Thunski (1741–1761)
- Hieronim II. grof Colloredo (1761–1772)
- Jožef II. Anton grof Turjaški (1772–1783)
- Franz II. Ksaver Salm-Reifferscheidt-Krautheimski (1783–1822) (kardinal)
- Jakob Peregrin Paulitsch (1824–1827)
- Georg Mayer (1827–1840)
- Franz Anton Gindl (1841)
- Adalbert Lidmansky (1842–1858)
- Valentin Wiery (1858–1880)
- Peter Funder (1881–1886)
- Josef Kahn (1887–1910)
- Balthasar Kaltner (1910–1914)
- Adam Hefter (1914–1939)
- Andreas Rohracher (1939–1945), apostolski upravitelj
- Joseph Köstner (1945–1981)
- Egon Kapellari (1982–2001)
- Alois Schwarz (2001–2018)
- Jože Marketz (2019-)